# Estadio BBVA
Estadio BBVA (znany też jako Estadio de Futbol de Monterrey) – stadion piłkarski w Guadalupe w stanie Nuevo León w Meksyku. Mecze na tym obiekcie rozgrywa klub piłkarski CF Monterrey. Stadion jest jedną z aren Mistrzostw Świata w Piłce Nożnej 2026.

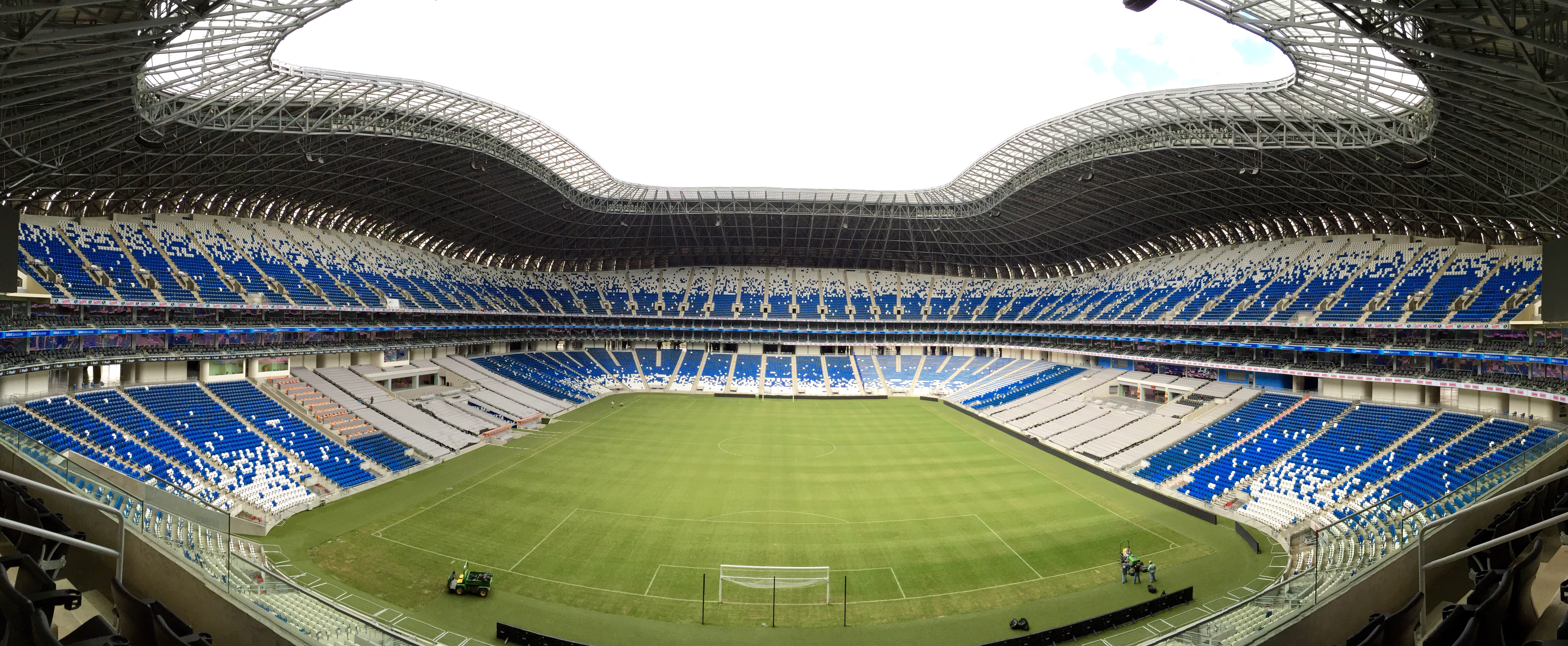
Panorama stadionu

Pojemność stadionu wynosi 53 500, a koszt realizacji budowy stadionu wyniósł 200 mln $. Stadion wygrał nagrodę publiczności nagrody w konkursie Stadium of the Year 2015 organizowanym przez serwis Stadiony.net. Na czas mundialu stadion zmniejszy pojemność do 53 460 miejsc.

## Historia
Projekt budowy stadionu powstał w 2008 roku, jednak dopiero w 2011 uzyskano zgodę na jego budowę. Prace rozpoczęły się październiku tego samego roku. Powstał on bez udziału środków prywatnych, dzięki partnerstwu klubu CF Monterrey i FEMSA (firma będąca właścicielem klubu i obiektu).

## Położenie
Stadion powstał na wschód od Monterrey, w Guadalupe, przedmieściach miasta. Graniczy z ogrodem zoologicznym i niską zabudową mieszkaniowo-komercyjną. Znajduje się 21 kilometrów od lotniska Monterrey International Airport.

## Architektura
Trybuny są dwupoziomowe i składają się z niebieskich i białych krzesełek. Najniższe rzędy znajdują się 9 metrów od płyty boiska. Najniższa jest południowa trybuna, która odsłania widok na szczyt Cerro de la Silla.
Użycie blachy aluminiowej jako dachu stadionu ma nawiązywać do hutniczych tradycji miasta Monterrey, natomiast kształt ma nawiązywać do kadzi piwa, z której jest znane miasto. Przy stadionie znajduje się 3 600 miejsc parkingowych.